# Oporornis
Oporornis là một chi chim trong họ Parulidae.